# Musée de la Banque Centrale de Réserve du Pérou
Pour les articles homonymes, voir Musée de la Banque.
Le Musée de la Banque Centrale de Réserve du Pérou ou Musée Central (MUCEN) est un musée d'archéologie, de numismatique, de peinture et d'histoire situé dans le quartier historique de Lima, capitale du Pérou.

## Histoire
Le bâtiment occupé actuellement par le musée se trouve à l'angle du Jirón Lampa et du Jirón Ucayali. Il a été construit à l'origine pour être le siège de la Banque de réserve du Pérou, créée le 9 mars 1922. Sa construction par Fred T. Ley et Cie, une société nord-américaine responsable de la construction de plusieurs bâtiments de la capitale, a été terminée en 1929.
Le musée a été inauguré le 2 février 1982 par l'historien Carlos Rodríguez Saavedra (1918-2020) et rouvert en 2017, sous la direction d'Ulla Holmquist (es) ancienne Ministre de la Culture, et directrice du Musée Larco.
Le MUCEN dispose de salles d'exposition dans le pays à Arequipa, Piura et Trujillo.

## Collections
La salle d’archéologie présente un échantillon représentatif de l’art des cultures de l’ancien Pérou. Récipients cérémoniels en céramique, sculptures en pierre et sur bois, tissus anciens montrent la maîtrise des artistes du passé; Mochica, Vicús, Lambayeque, Chimú, Chancay, Huari, Inca et bien d'autres.
La métallurgie précolombienne est présentée dans la splendeur des objets rituels et des ornements corporels en or, argent, cuivre et alliages divers.
Faisant partie de la collection de l'historien Macera-Carnero, des masques festifs, des retables, des tissus et des broderies de diverses régions du pays, illustrent l'époque vice-royale dans la salle des arts traditionnels.
Portraits et scènes historiques des peintres péruviens les plus remarquables de l'époque de l'indépendance au XIXe siècle (Pancho Fierro, Ignacio Merino, ...) ou du XXe siècle (Albert Lynch, Ricardo Florez, ...) et jusqu'à nos jours, figurent dans les collections permanentes de la pinacothèque que complète la salle de numismatique.
Le musée propose en outre des podcasts liés aux œuvres, des publications, des programmes éducatifs, des publications numériques et des visites virtuelles. Le catalogue des collections est accessible en ligne sur le site web du MUCEN.

## Expositions
Des expositions temporaires sont régulièrement présentées, notamment pour exposer les réalisations des participants au Concours National de peinture de la BCRP qui, depuis 2008, décerne un prix en espèces à l'artiste lauréat,. Les gagnants ont été :
- 2009 : Portrait de famille (technique mixte sur toile 1,50 x 2,00 m) par David Villalba Quispe[5]
- 2010 : Sans titre (broderie et tissu de 1,10 x 1,40 m) par Ana Teresa Barboza[6]
- 2011 : Pachamamita de Harry Chávez[7]
- 2012 : Dictée (broderie sur toile 0,92 x 1,26 m) par Nereida Apaza[8]
- 2016 : Peinture de Miguel Aguirre[9]
- 2017 : Maquette pour monter et démonter une fontaine à eau par Marco Pando Quevedo[10]
- 2018 : Sans titre (technique mixte) d'Alice Wagner[11]
- 2019 : Pas de 1er lauréat désigné[12]. Second prix à Nancy La Rosa (technique mixte, pierre en poudre et pigments).
- 2021 : Inin Paro (La rivière des parfums médicinaux) de Chonon Bensho[13]

## Galerie

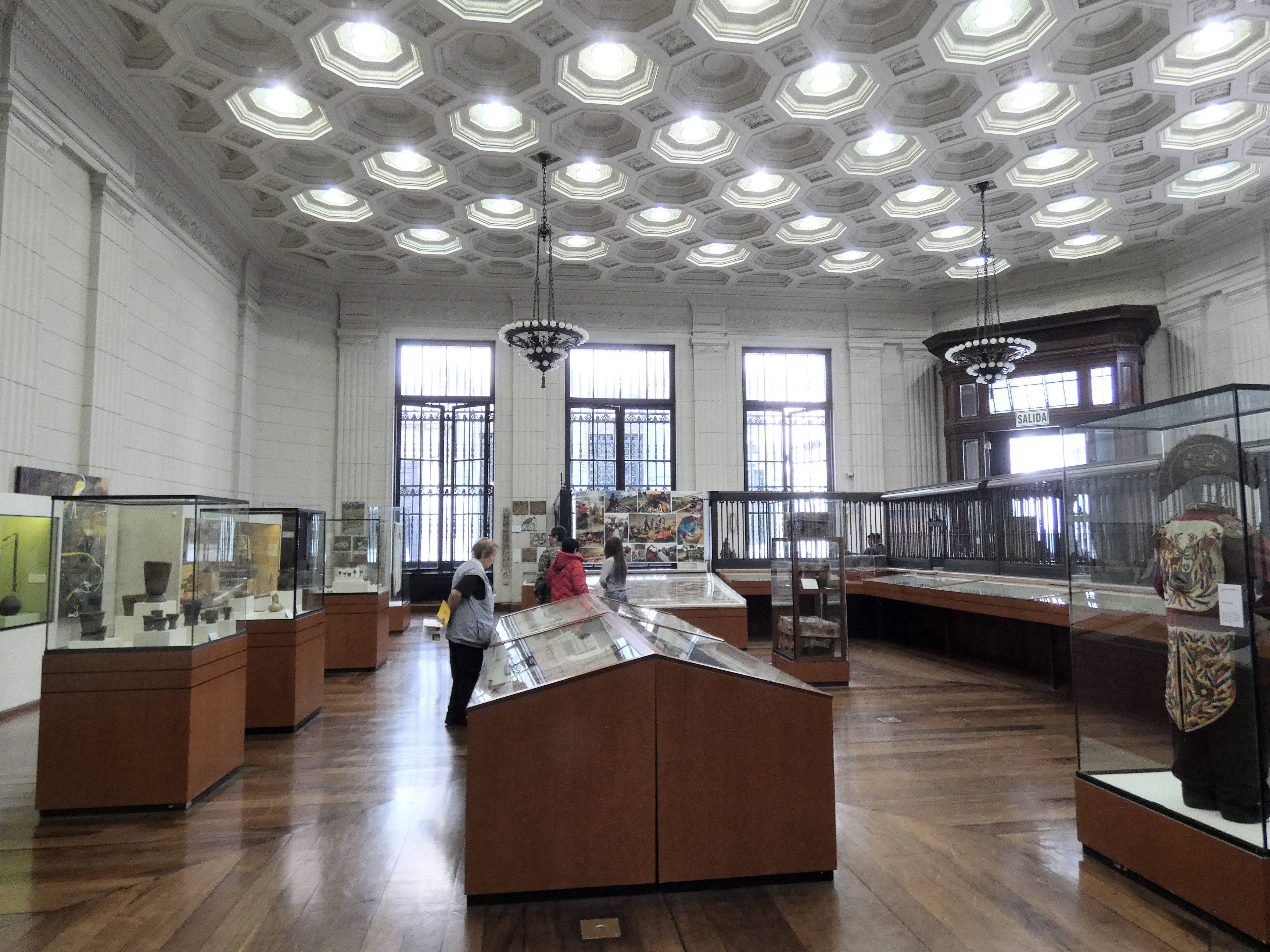
Salle des arts populaires.
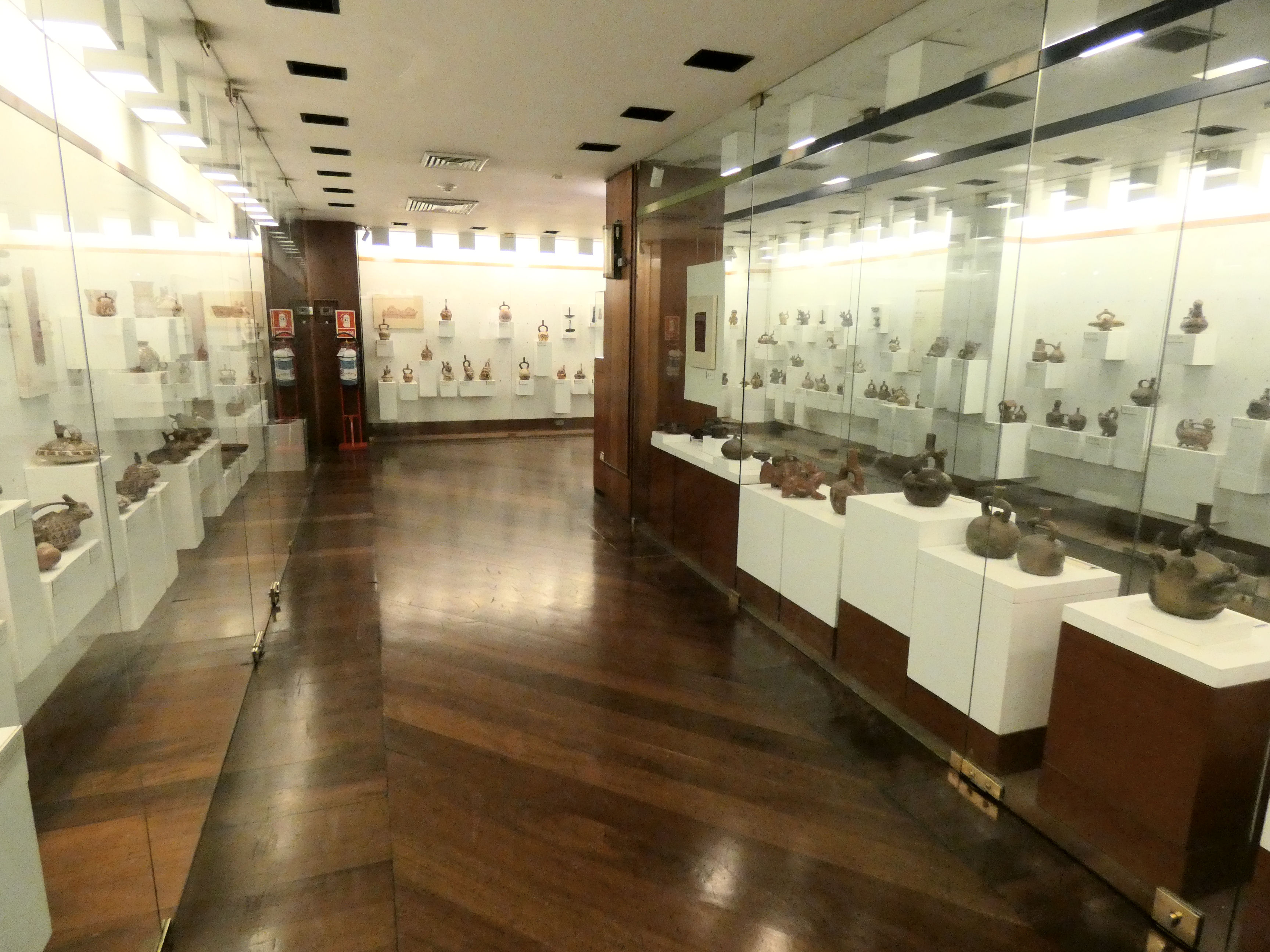
Salle d'archéologie
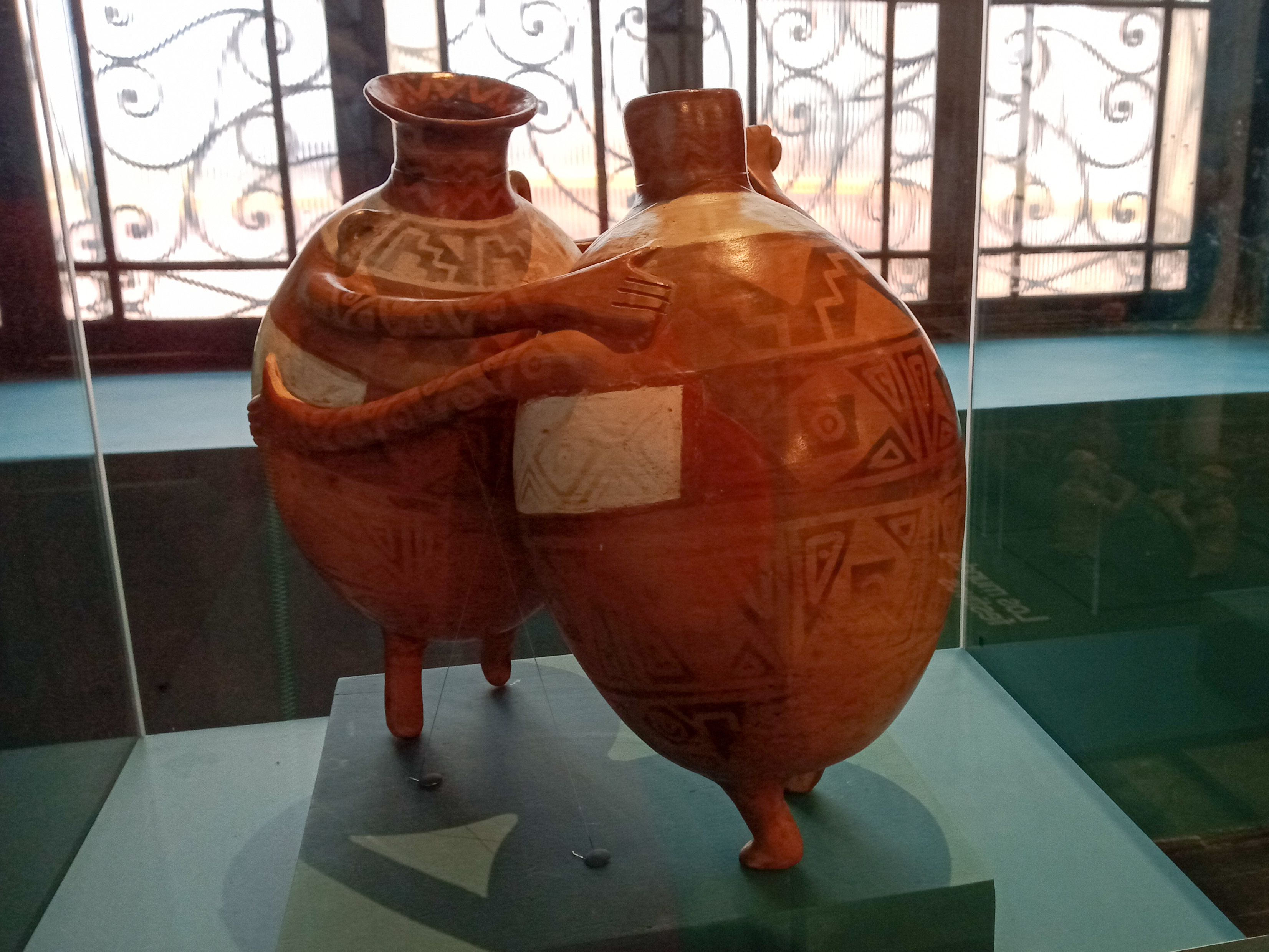
Céramique précolombienne.
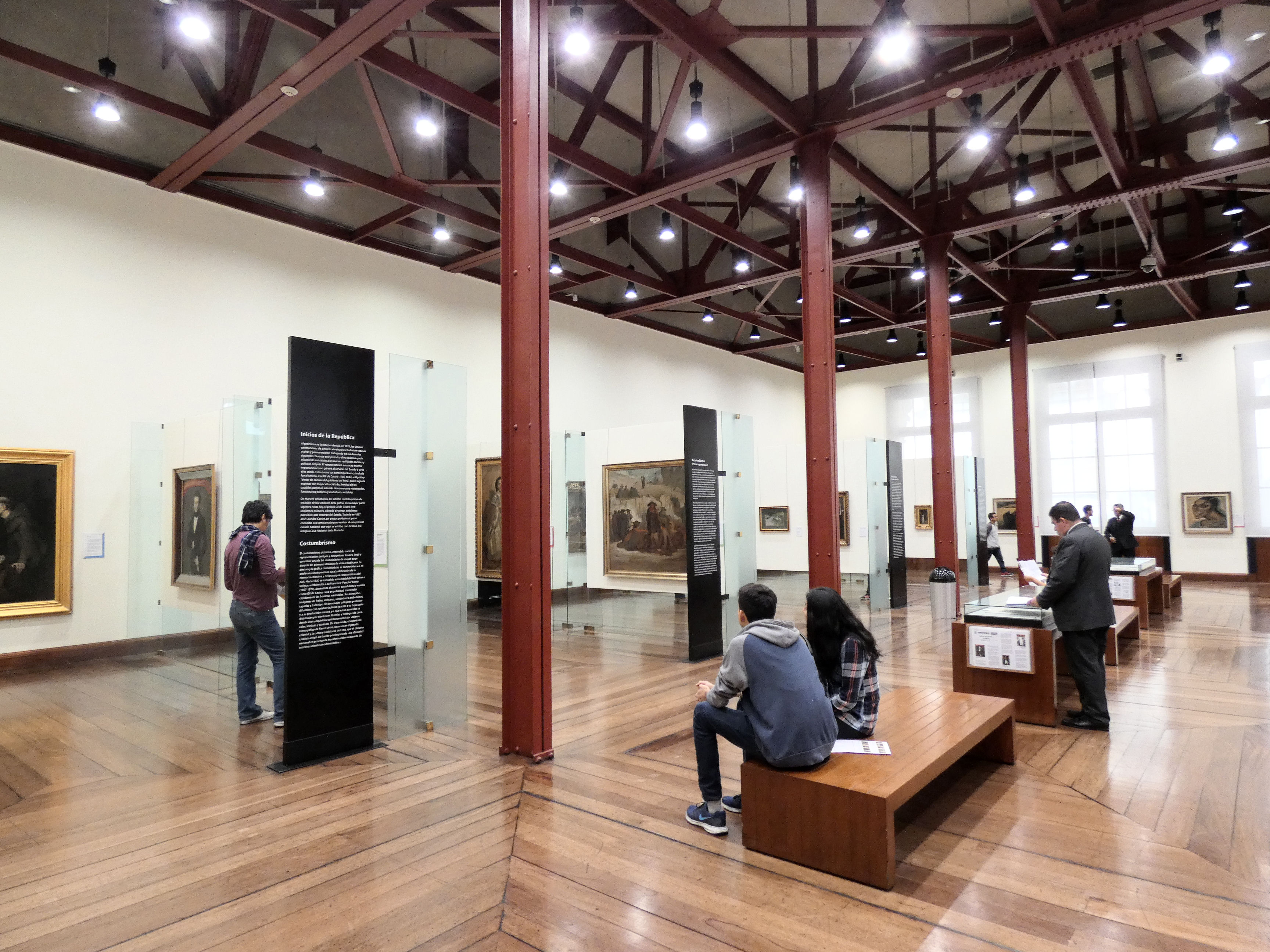
Pinacothèque